# Casa d'abitazione di via Vascelli 8
La casa d'abitazione di via Vascelli 8 è un edificio progettato dall'architetto Giuseppe Vaccaro che si trova nel centro storico di Bologna.

## Storia
Progettato nel 1929 per la Cooperativa tra Invalidi e Mutilati di Guerra l'edificio presenta una facciata ricurva, evidenziata nella parte centrale da un apparato decorativo, che si dirama sui lati. La facciata è realizzata in mattoni ed arenaria, all'interno si notano le decorazioni dello scalone interno e una notevole precisione nei dettagli realizzativi.